# Епархия Сумбе
Епархия Сумбе (лат. Dioecesis Sumbensis) — епархия Римско-католической церкви с центром в городе Сумбе, Ангола. Епархия Сумбе входит в митрополию Луанды. Кафедральным собором епархии Сумбе является церковь Непорочного Зачатия Пресвятой Девы Марии.

## История
10 августа 1975 года Папа Римский Павел VI издал буллу «Qui provido Dei», которой учредил епархию Нову-Редонду, выделив её из архиепархии Луанды.
22 октября 2006 года епархия Нову-Редонду была переименована в епархию Сумбе.

## Ординарии епархии
- епископ Закариас Камвеньо (10.08.1975 — 3.03.1995)
- епископ Бенедиту Роберту C.S.Sp.[2] (15.12.1995 — 19.05.2012), назначен архиепископом Маланже
- епископ Лузизила Киала (21.05.2013 — 29.09.2021), назначен архиепископом Маланже

## Источник
- Annuario Pontificio, Libreria Editrice Vaticana, Città del Vaticano, 2007, ISBN 88-209-7422-3
- Булла Qui provido Dei, AAS 67 (1975), стр. 561 (лат.)